# San Marco dei Cavoti
San Marco dei Cavoti este o comună din provincia Benevento, regiunea Campania, Italia, cu o populație de 3.576 locuitori și o suprafață de 49,19 km².

## Demografie
San Marco dei Cavoti - evoluția demografică

|  | Graficele sunt indisponibile din cauza unor probleme tehnice. Mai multe informații se găsesc la Phabricator și la wiki-ul MediaWiki. |

Date: Recensăminte sau birourile de statistică - grafică realizată de Wikipedia